# Sandra Pesavento
Sandra Jatahy Pesavento (Porto Alegre, 1946 - 2009) foi uma professora, historiadora, escritora e intelectual brasileira. Professora da UFRGS, trabalhou primeiramente com uma visão de história econômica e formação de classe no Rio Grande do Sul, de vertente marxista. No final carreira, destacou-se como importante pesquisadora da História cultural.
Filha de Cássio Silveira Jatahy (de origem portuguesa e indígena) e Hedy Lima Jatahy (de origem alemã, italiana e portuguesa), foi casada com Roberto Pesavento, seu companheiro de vida e com quem teve dois filhos, Rodrigo Jatahy Pesavento e Ana Paula Jatahy Pesavento Cabral.  

## Biografia e Carreira
Graduou-se em História na Universidade Federal do Rio Grande do Sul (Ufrgs), entre 1966 e 1969. Seu Mestrado, em História, foi realizado na Pontifícia Universidade Católica do Rio Grande do Sul (PUCRS) e foi defendido no ano de 1978. 
Doutorou-se em História pela Universidade de São Paulo (USP) em 1987. Realizou três pós-doutoramentos, todos em  Paris, na França. O primeiro, na École des Hautes Études en Sciences Sociales de Paris (1990),  o segundo, na Université Paris-Diderot (1992) e o terceiro, na Université Paris-Sorbonne e École des Hautes Études en Sciences Sociales de Paris (1995 até 1997). 
Professora Titular do Departamento de História da Universidade Federal do Rio Grande do Sul. Exerceu vários cargos e funções: foi coordenadora do PPGH/UFRGS, integrante da equipe editorial de diferentes periódicos acadêmicos no Brasil e no exterior, membro de conselhos consultivos, membro de algumas associações de historiadores internacionais, membro de centros de pesquisas (como o CERMA/EHESS de Paris), consultora AD HOC e membro de comitês de algumas FAPs, membro fundadora de alguns núcleos de pesquisa importantes (como o NIPI - Núcleo Interdisciplinar de Pesquisas sobre o Imaginário da PROREXT/UFRGS), criadora de Grupos de Trabalho (GT) de História Cultural na ANPUHRS (1997) e na ANPUH Nacional (2001), coordenadora de alguns Acordos CAPES/COFECUB (França/Brasil). Foi membro da Comissão de Cooperação Internacional da Fundação de Amparo à Pesquisa do Estado do Rio Grande do Sul (FAPERGS). Tornou-se pesquisadora nível 1A do CNPq.
Entre suas publicações contam-se 29 livros, 22 capítulos/ensaios em livros nacionais, 3 capítulos/ensaios em livros estrangeiros, 54 artigos em periódicos científicos nacionais, 13 artigos em periódicos científicos estrangeiros, 17 publicações em anais de congressos. 
Sandra faleceu precocemente, aos 63 anos, de câncer no Hospital Mãe de Deus em 2009. Desde lá, ela vem sendo homenageada nacionalmente em vários encontros de historiadores.

## Homenagens e Premiações
Em 1994 recebeu da Prefeitura Municipal de Porto Alegre/RS  o reconhecimento de Cidadã Emérita.
Em 1999 recebeu a Medalha Negrinho do Pastoreio, pelos serviços prestado à cultura, ao governo do Estado do Rio Grande do sul.
Em 2000, recebeu o Prêmio Açorianos de Literatura, a partir da obra O imaginário da Cidade - Visões Literárias do Urbano - Paris, Rio de Janeiro, Porto Alegre (1999).
Em 2007 foi uma das homenageadas do Conselho Municipal do Patrimônio Histórico e Cultural e recebeu o prêmio COMPAH/2007
Em 2009, a Assembléia Legislativa do Estado do Rio Grande do Sul, com indicação da ANPUH-RS, condecorou Sandra Jatahy Pesavento, juntamente com a historiadora Helga Piccolo, ao “Mérito Farroupilha”. 
Em 2011 foi realizada a I Jornada Sandra Jatahy Pesavento: visões do cárcere & Percursos historiográficos. Com exposição de fotos, vídeos e obra bibliográfica completa de Sandra Jatahy Pesavento, sediados no Memorial do Judiciário do RGS e Memorial do RGS, em Porto Alegre/RS.
Em 2013, a Associação Nacional de História (ANPUH) lançou o Prêmio Teses Sandra Jatahy Pesavento em História Cultural cujo objetivo era premiar bianualmente trabalhos na área em que a pesquisadora havia sido destaque.
Em 2014 foi realizada a II Jornada Sandra Jatahy Pesavento – os sete pecados pecados da capital. A iniciativa foi do Instituto Histórico e Geográfico do RS e do GT de História Cultural da ANPUHRS para homenagear Sandra e debater a última obra escrita em vida, Os sete Pecados da Capital.
Em 2015, a Seção gaúcha da ANPUH realizou um colóquio de História Cultural da Cidade com o nome da professora Pesavento. Ela havia escrito já trabalhos sobre o tema.
Em 2017 foi realizada a III Jornada Sandra Jatahy Pesavento: Memórias de Pesquisa – a trajetória da pesquisadora e seus interlocutores, realizada pelo Instituto Histórico e Geográfico do Rio Grande do Sul e da curadoria do acervo da historiadora.
Em 2018 foi realizado o seminário Sandra Pesavento e a História de Porto Alegre, promovido pela Escola Legislativo Julieta Battistiolli, da Câmara Municipal de Porto Alegre.

### Disponibilização das obras
Por iniciativa dos filhos e esposo da historiadora gaúcha, suas obras foram digitalizadas integralmente e disponibilizadas gratuitamente no sítio oficial do Instituto Histórico e Geográfico do Rio Grande do Sul, que atualmente também preserva seu acervo intelectual (biblioteca pessoal e materiais de mais de 40 anos de trabalho).

## Livros Individuais Publicados
- RS: economia e poder nos anos trinta (1930-1937) (1980)[15]
- República Velha Gaúcha: charqueadas, frigoríficos e criadores (1980)[16]
- História no RGS (1980)[17]
- RS: agropecuária colonial e industrialização (1983)[18]
- A Revolução Federalista (1983)[19]
- História da Industria Sul Rio-Grandense (1985)[20]
- A Revolução Farroupilha (1985)[21]
- Pecuária e indústria; formas de realização do capitalismo na sociedade gaúcha do século XIX (1986)[22]
- Guia preliminar de fontes para o estudo do processo de industrialização no Rio Grande do Sul (1889-1945) (1986)[23]
- De escravo a liberto: um difícil caminho (1988)[24]
- A burguesia gaúcha: dominação do capital e disciplina do trabalho (RS 1889-1930) (1988)[25]
- Emergência dos subalternos:trabalho livre e ordem burguesa (1989)[26]
- Cem Anos de República. Porto Alegre (1989)[27]
- O cotidiano da República: elites e povo na virada do século (1990)[28]
- Os industriais da República (1991)[29]
- O Brasil contemporâneo (1991)[30]
- Memória Porto Alegre: espaços e vivências (1991)[31]
- Borges de Medeiros (1991)[32]
- 500 anos de América: imaginário e utopia (1992)[33]
- História da Assembléia Legislativa do Rio Grande do Sul: a trajetória do parlamento gaúcho. Porto Alegre: Assembléia Legislativa do Estado do Rio Grande do Sul (1992)[34]
- Os Pobres da Cidade (1994)[35]
- Exposições Universais: Espetáculos da Modernidade No Século XIX (1997)[36]
- Imaginário da cidade: visões literárias do urbano (Paris, Rio de Janeiro e Porto Alegre) (1999)[37]
- Érico Veríssimo: o romance da história (2001)[38]
- Uma outra cidade: o mundo dos excluídos no final do século XIX (2001)[39]
- História e História Cultural (2003)[40]
- Os Sete Pecados da Capital (2008)[41]
- Visões do Cárcere (2009)[42]

## Ligações Externas
- Dossiê Sandra Jatahy Pesavento in Revista Fênix (Volume 6, Ano VI, Número 2, 2009)
- Dossiê Sandra Jatahy Pesavento in Revista Fênix (Volume 6, Ano VI, Número 3, 2009)
- Dossiê Sandra Jatahy Pesavento in Revista Fênix Revista de História e Estudos Culturais (Volume 6, Ano VI, Número 4, 2009)
- Resenha coletiva sobre a obra de Sandra Jatahy Pesavento: Os Sete Pecados Capitais Nuevo Mundo (Nuevo Mundo Mundos Nuevos [Online], Resenhas e ensaios historiográficos, posto online no dia 23 setembro 2009)